# Marina capensis
Marina capensis är en ärtväxtart som beskrevs av Rupert Charles Barneby. Marina capensis ingår i släktet Marina och familjen ärtväxter. Inga underarter finns listade i Catalogue of Life.